# گراهام باند
گراهام باند (به انگلیسی: Graham Bond)، (زاده۳۰ دسامبر ۱۹۳۲ – درگذشته ۱ ژانویه ۱۹۹۸) بازیکن فوتبال اهل بریتانیا بود.
از باشگاه‌هایی که در آن بازی کرده‌است می‌توان به باشگاه فوتبال ویموث اشاره کرد.